# Bort-les-Orgues
Bort-les-Orgues là một xã thuộc tỉnh Corrèze trong vùng Nouvelle-Aquitaine miền trung Pháp.